# Cadwallon
Cadwallon ap Cadfan (ur.?, zm. 633 lub 644) – król Gwynedd od ok. 625 do śmierci w bitwie pod Heavenfield. Syn i następca Cadfana. Znany z pokonania króla Edwina w bitwie pod Hatfield Chase i spustoszenia Northumbrii.